# Herfried Sabitzer
Herfried Sabitzer (Judenburg, 19 ottobre 1969) è un allenatore di calcio ed ex calciatore austriaco, attaccante.

## Biografia
Anche suo figlio Marcel è un calciatore professionista.

## Carriera

### Club
Ha sempre giocato in Austria, dalla prima alla quarta serie del campionato.

### Nazionale
Ha giocato 6 partite in nazionale dal 1992 al 1997.

## Palmarès

### Club

#### Competizioni nazionali
- Campionato austriaco: 1

Austria Salisburgo: 1993-1994
- Erste Liga: 1

Mattersburg: 2002-2003